# Хуг, Адольф
Адольф Хуг (нем. Adolphe Hug; 23 сентября 1923 — 24 сентября 2006) — швейцарский футбольный вратарь, выступал за команды «Грассхоппер», «Лозанна», «Урания Женева Спорт» и «Локарно».
В составе сборной Швейцарии сыграл 5 матчей — участник чемпионата мира 1950 года.

## Карьера
Хуг начинал футбольную карьеру в клубе «Грассхоппер», с которым в 1942 году выиграл национальный чемпионат и Кубок Швейцарии. В 1942 году Адольф перешёл в клуб «Лозанна». В сезоне 1943/44 он выиграл с командой чемпионат и кубок страны. После семи сезонов в «Лозанне» Хуг перебрался в команду «Урания Женева Спорт» из Женевы. Позже выступал за «Локарно».
В составе сборной Швейцарии Адольф дебютировал 19 марта 1950 года в матче Кубка Центральной Европы против Австрии, пропустив три гола. Игра завершилась вничью 3:3. В июне 1950 года Хуг отправился со сборной на чемпионат мира в Бразилию. На турнире он сыграл только в одном матче группы — против Мексики, но его команда заняла только третье место и не смогла выйти в финальную часть чемпионата. За год выступлений в сборной он сыграл 5 матчей, пропустил 12 голов.

## Достижения
«Грассхоппер»
- Чемпион Швейцарии: 1941/42
- Обладатель Кубка Швейцарии: 1941/42

 «Лозанна»
- Чемпион Швейцарии: 1943/44
- Обладатель Кубка Швейцарии: 1943/44